# Emilien Badoux
Pour les articles homonymes, voir Badoux.
Emilien Badoux, né le 12 mai 1983, est un snowboardeur suisse.
Il remporte le Freeride World Tour en snowboard en 2014.